# Tourisme en Nouvelle-Calédonie

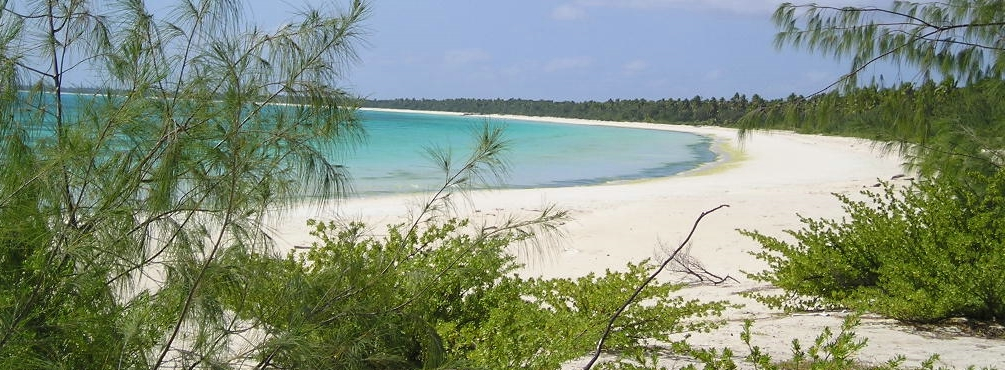
Plage de sable fin et blanc, eau turquoise, végétation luxuriante : symbole des paysages néo-calédoniens à fort potentiel touristique

La Nouvelle-Calédonie a connu pendant longtemps, et encore aujourd'hui sous certains aspects, une activité touristique assez marginale malgré des atouts indéniables liés à la diversité de ses paysages (forêts denses humides de la côte est et de la Chaîne centrale, forêt sèche et savanes des collines de la côte ouest, maquis minier du Grand Sud, topographie torturée des îles Loyauté, plages de sable fin et blanc de l'île des Pins ou d'Ouvéa), à l'importance de ses lagons (délimités par la seconde plus longue barrière de corail du monde après la Grande barrière de corail le long de l'Australie et classés au Patrimoine mondial de l'UNESCO en 2008), à son climat favorable (tropical humide tempéré par les influences océaniques) ou à son fort aspect multiculturel.
Le développement du tourisme est assez récent (essentiellement depuis les années 1980, en l'absence auparavant d'une politique de mise en valeur liée à l'importance prioritaire donné à l'exploitation minière durant les années 1960 et 1970 dites du « boom du nickel ») et est encore assez irrégulier, même s'il a tendance à se stabiliser voire à croître légèrement (mais continuellement) depuis 2005. Ceci est surtout dû à un déficit d'image (lié à la comparaison avec la Polynésie française, terre d'attraction touristique majeure dans la région depuis la fin du XIXe siècle, mais aussi aux aléas de son histoire tels que les Évènements politiques des années 1980) ainsi qu'au coût important de la destination (avec des tarifs aériens parmi les plus chers du monde, un billet hors-saison Paris-Nouméa atteignant facilement les 1 500 voire les 3 000 €, à quoi s'ajoutent au sol une vie relativement chère,34 % plus chère qu'en Métropole  dans une économie insulaire dépendant en grande partie pour sa consommation des importations et disposant de lourdes barrières douanières, et un coût salarial plus important que dans les îles voisines).

## Données économiques
Le secteur employait en 2007 4 765 personnes et, selon les prévisions de l'Institut de la statistique et des études économiques local, 4 909 en 2008, soit entre 4,6 et 5 % de la population active totale, et produisait un chiffre d'affaires estimé à 53,663 milliards de francs CFP en 2006 (soit 449,7 millions d'euros) et une valeur ajoutée de 22,009 milliards de francs pacifiques (184,4 millions d'euros), soit environ 4 % du PIB du territoire.

### Touristes hors croisiéristes
Le tourisme calédonien avait commencé à se développer au début des années 1980, atteignant son niveau record pour la décennie en 1984 avec 91 000 touristes. Seulement, les événements politiques opposant partisans et opposants de l'indépendance de 1984 à 1988 ont fortement handicapé le secteur touristique jusqu'au début des années 1990. Depuis lors, le tourisme a connu deux nouvelles crises : en 1998 et 1999, à la suite de la crise asiatique, et en 2001 ou en 2003-2004 dans un contexte de crise généralisée du tourisme international à la suite des attentats du 11 septembre 2001 puis à ceux de Bali de 2002. En 2004, le nombre de visiteurs a atteint son niveau le plus bas depuis 1996. Le tourisme hors croisière a faiblement repris entre 2005 et 2008, ayant retrouvé son niveau de 2002 mais étant encore loin de son record de 2000. Après deux mauvaises années, liées à une mauvaise conjoncture internationale, en 2009 et 2010, le tourisme néo-calédonien connaît une année record en 2011 grâce à une nette progression des visiteurs métropolitains et du fait de l'organisation des XIVe Jeux du Pacifique.
Cependant la Nouvelle-Calédonie souffre encore du manque de liaisons régulières avec la métropole, et d'une desserte encore insuffisante des grands aéroports du Pacifique, par les compagnies aériennes internationales. Toutefois, de nouvelles lignes ont été ouvertes récemment par la compagnie locale Aircalin, dont une vers la Corée du Sud en partenariat avec Korean Air en 2008.
| 1996   | 1997    | 1998    | 1999   | 2000    | 2001    | 2002    | 2003    | 2004   | 2005    | 2006    | 2007    | 2008    | 2009   | 2010   | 2011    |
| ------ | ------- | ------- | ------ | ------- | ------- | ------- | ------- | ------ | ------- | ------- | ------- | ------- | ------ | ------ | ------- |
| 91 121 | 105 137 | 103 835 | 99 735 | 109 587 | 100 515 | 103 933 | 101 983 | 99 515 | 100 651 | 100 491 | 103 363 | 103 672 | 99 379 | 98 562 | 111 875 |

#### Origines géographiques
Les touristes proviennent essentiellement du Japon, de la France métropolitaine, de l'Australie et de Nouvelle-Zélande. Toutefois, la fréquentation japonaise, qui n'avait cessé d'augmenter au début des années 2000 au point de dépasser celle des métropolitains de 2004 à 2006 en atteignant un niveau record en 2005 avec 31 486 touristes, connaît depuis ces dernières années une légère baisse dans un contexte de chute du yen, dont le taux par rapport au dollar et à l'euro est plus faible désormais que celui du franc CFP ce qui rend alors la Nouvelle-Calédonie moins compétitive, et de forte crise économique, financière et sociale qui touche actuellement fortement l'archipel nippon, surtout depuis la crise mondiale de 2008 et 2009. Leur nombre est tombé en 2009 à 18 926 personnes, soit le plus bas depuis les années 1980, en 2010 à 17 134 et à 18 455 en 2011.
En revanche, le nombre de touristes venus de métropole, qui globalement stagne entre 29 000 et 30 000 visiteurs depuis une dizaine d'années mais qui a connu deux années maigres en 2004 (27 358) et 2005 (27 727), est reparti à la hausse et a atteint 31 474 touristes hors croisière en 2008, bénéficiant notamment de la mise en place d'une nouvelle rotation de la compagnie internationale néo-calédonienne, Aircalin, vers Séoul en juin 2008 et du développement des accords commerciaux avec des compagnies à plus faibles coûts (Cathay Pacific, Finnair, par exemple) qui a permis de baisser le prix du billet Paris-Nouméa tout du moins sur une partie du trajet. Ce nombre semblait pouvoir encore augmenter à partir de 2009 avec l'ouverture d'une ligne directe Paris-Nouméa via Saint-Denis de La Réunion et Sydney en partage de code entre Aircalin et Air Austral en mai 2009. Ainsi, entre janvier et août 2009, 19 203 touristes français de métropole ont débarqué sur le territoire, alors que pour la même période en 2008 ils étaient 17 771. Néanmoins, les chiffres pour l'ensemble de l'année 2009 traduisent une baisse du nombre de Métropolitains venus en Nouvelle-Calédonie, comme de l'ensemble des touristes en général dans un contexte de crise mondiale, à 27 335 visiteurs. En 2010, cette baisse se confirme en tombant à 24 960, soit la plus faible arrivée de touristes métropolitains depuis 1995, avant que les touristes métropolitains ne reviennent en force en 2011, établissant un nouveau record de fréquentation, avec 34 647 visiteurs.
Le tourisme de proximité, australien ou néo-zélandais, a bénéficié d'une croissance spectaculaire entre 2006 et 2007 (passant, pour les deux pays confondus, de 21 705 à 25 827 visiteurs) et dépassant même pour la première fois depuis 1980 celui japonais (avec 26 609 personnes) en 2008. L'Australie pourrait d'ailleurs rapidement devenir à elle-seule le second pôle d'origine des touristes visitant la Nouvelle-Calédonie, d'autant que le chiffre des touristes australiens est l'un des seuls à ne pas baisser en 2009, avec 18 567 personnes contre 18 185 l'année précédente. Les touristes australiens dépassent les Japonais en 2010 tout en succombant à la baisse généralisée du nombre de visiteurs, avec 17 551 personnes venues en Nouvelle-Calédonie. Ce nombre continue à baisser en 2011, malgré pourtant cette année-là un regain d'activité pour le tourisme néo-calédonien, pour retomber à 17 040 personnes. La part des autres insulaires du Pacifique, essentiellement des autres territoires français d'Océanie (Polynésie française et Wallis-et-Futuna), reste également forte : ils étaient 12 400 en 2005, 14 873 en 2008 et 14 306 en 2009.
De plus, de nouveaux marchés pourraient se développer à l'avenir. En Asie tout d'abord, notamment la Corée du Sud depuis l'ouverture de la ligne Séoul-Nouméa d'Aircalin, mais cela reste encore aujourd'hui marginal malgré une forte hausse (1 477 en 2005, 2 871 en 2008 et surtout 4 763 en 2009), l'Europe (en dehors de la seule France métropolitaine, 2 541 touristes en 2005, 4 317 en 2009).
Voici les arrivées de touristes, hors croisiéristes, par zone géographique et pays de résidence en 2009, sur 99 379 au total :
- Océanie : 39 524 (39,77 % du total des touristes) dont :
  -  Australie : 18 567 (3, 18,68 %)
  -  Nouvelle-Zélande : 6 651 (4, 6,69 %)
  - Autres territoires ou pays d'Océanie (surtout Polynésie française et Wallis-et-Futuna) : 14 306 (14,4 %)
- Europe : 31 692 (31,89 %) dont :
  -  France métropolitaine : 27 375 (1, 27,55 %)
  - Autres pays européens : 4 317 (4,34 %)
- Asie : 23 689 (23,84 %) dont :
  -  Japon : 18 926 (2, 19,04 %)
  -  Chine : 260 (1,10 %)
  - Autres pays asiatiques : 4 763 (4,79 %)
- Amérique : 2 518 (2,53 %) dont :
  -  États-Unis : 895 (0,9 %)
  - Autres pays américains (dont surtout Guyane et Antilles françaises) : 1 623 (1,63 %)
- Afrique (dont surtout la Réunion) : 1 980 (1,99 %)

## Type de tourisme et durée du séjour
Une large majorité de ces touristes viennent pour les vacances, toutefois le tourisme familial ou amical reste assez important (13 737 visiteurs en 2005, essentiellement des Métropolitains, des Wallisiens et des Polynésiens français), de même que pour le tourisme d'affaire ou professionnel (12 255 en 2005). La durée moyenne des séjours est ainsi de 20 jours environ en 2008 (avec une tendance à la hausse, elle était encore de 16,8 en 2005), mais celle des Métropolitains par exemple est nettement plus élevée (33 jours en moyenne), du fait justement qu'il s'agit là surtout d'un tourisme familial ou amical de personnes visitant leur proche et n'ayant pas, tout du moins pour l'essentiel de leur séjour, à se soucier de la question de leur hébergement (la dépense moyenne dans ce domaine des métropolitains est d'ailleurs inférieure à celle des autres touristes pour l'ensemble de la durée de leur séjour : elle est de 42 304 F CFP par personne en 2008, soit 5 000 francs de moins que la moyenne de l'ensemble des touristes et un rapport d'environ 1 282 F CFP, ou 1 euro, par jour) et qui en profitent pour découvrir tout l'archipel. Étant ceux qui restent largement le plus longtemps, ils sont également les touristes dépensant le plus pour la durée totale de leur séjour (151 583 F CFP en moyenne en 2008, hors transport aérien international, par touriste, soit quelque 1 270,3 euros) mais ceux déboursant le moins pour une seule journée (environ 4 600 F CFP, ou 40 euros).
Les Japonais quant à eux sont ceux qui restent le moins longtemps, avec en moyenne entre 5 et 6 jours passés sur le territoire (beaucoup de Japonais viennent se marier et en lune de miel). Mais, particulièrement regardants en matière de qualité du service, ils sont ceux qui vont dépenser le plus dans l'hébergement (en moyenne en 2008, pour la totalité de leur séjour et par touriste, 58 408 F CFP soit 10 000 francs de plus que l'ensemble des touristes, tandis qu'ils constituent 31 % des nuitées dans les hôtels 3 étoiles et plus, seulement 9 % dans les 2 étoiles et 0,6 % dans les 1 étoile), et venant dans l'optique d'un voyage inoubliable, ils sont également ceux qui achètent le plus de souvenirs (dépensant en moyenne par séjour et par touriste 22 338 F CFP, soit près du double de la moyenne de l'ensemble des visiteurs étrangers en Nouvelle-Calédonie). Tout poste de dépense confondu, ils sont ceux qui vont débourser le plus par jour avec, en moyenne, par touriste, environ 21 000 F CFP (environ 176 euros, hors transport aérien international).
Quoi qu'il en soit, cette durée des séjours est assez longue. Ainsi, si le tourisme calédonien est nettement moins développé que celui de la Polynésie française (avec deux fois moins de touristes par an environ, et même si ce retard commence à se réduire), le temps qu'un touriste passe en moyenne en Nouvelle-Calédonie est plus élevé (il était, en comparaison, de 13,2 jours en Polynésie en 2005). Ils dépensent toutefois nettement moins que dans cette autre destination du Pacifique : un touriste en Nouvelle-Calédonie va débourser (tout poste de dépense confondu, hors transport aérien international) quelque 6 000 F CFP, un autre en Polynésie française va en moyenne dépenser plus du double (15 865 F CFP en 2005),. Cela s'explique par un tourisme plus familial en Nouvelle-Calédonie et moins de grosses infrastructures de luxe ou à fortes valeurs ajoutés que dans l'archipel polynésien.

### Tourisme de croisière

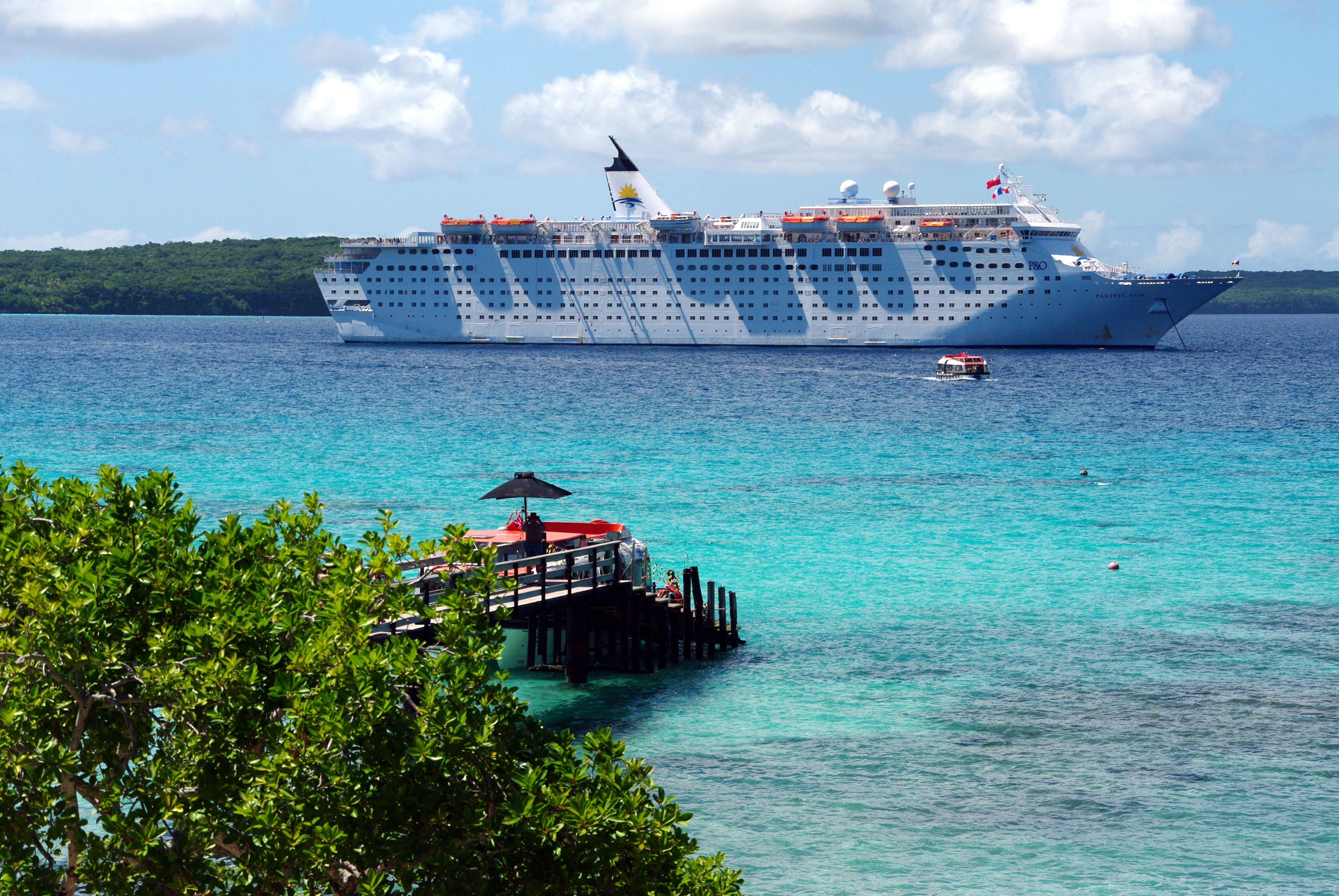
Le bateau de croisière Pacific Sun près des côtes de Lifou, septembre 2009

Si le développement du trafic aérien semble stagner ou régresser du fait de l'augmentation des carburants, et du prix relativement élevé des taxes aéroportuaires (notamment en faveur des autres aéroports moins chers des pays voisins de la région), le tourisme maritime connaît un net développement depuis que la compagnie maritime australienne P & O Cruises a décidé de faire de Nouméa son principal port d'escale pour les croisières dans le Pacifique Sud, et de développer les escales supplémentaires vers les îles Loyauté. Il faut ainsi ajouter aux chiffres cités ci-dessus ceux des croisiéristes faisant escale en Nouvelle-Calédonie, nombre en constante augmentation et désormais plus importante que celle des touristes « traditionnels » (non croisiéristes) :
| Année     | 1996   | 1997   | 1998   | 1999   | 2000   | 2001   | 2002   | 2003   | 2004   | 2005   | 2006    | 2007    | 2008    | 2009    | 2010    | 2011    |
| --------- | ------ | ------ | ------ | ------ | ------ | ------ | ------ | ------ | ------ | ------ | ------- | ------- | ------- | ------- | ------- | ------- |
| Passagers | 45 665 | 31 700 | 21 351 | 48 701 | 48 579 | 50 671 | 54 925 | 64 273 | 77 115 | 81 215 | 118 898 | 121 393 | 173 208 | 131 231 | 203 879 | 210 919 |
| Paquebots | 65     | 40     | 23     | 60     | 59     | 39     | 44     | 57     | 64     | 60     | 87      | 83      | 99      | 79      | 115     | 121     |

#### Origines géographiques
Les croisiéristes sont essentiellement australiens (78,43 % en 2008), puis néo-zélandais (7,59 %), et en quasi-totalité anglo-saxon (s'ajoutent ainsi en 2008 2,87 % de Britanniques et 1,93 % d'Américains).
Voici les arrivées de croisiéristes par pays de résidence en 2008, sur 173 208 au total :
1. Australie : 135 847 (78,43 % du total)
2. Nouvelle-Zélande : 13 152 (7,59 %)
3. Royaume-Uni : 4 971 (2,87 %)
4. États-Unis : 3 338 (1,93 %)
5. Autres pays : 15 900 (9,18 %)

#### Un séjour court et ponctuel
Ce tourisme particulier implique des durées de séjour particulièrement courtes (pas plus de deux jours par escale), des sites visités localisés (les escales des grands paquebots étant actuellement Nouméa, Hienghène, Poum, Ouvéa, Lifou, l'île des Pins et l'îlot Casy) et aucune rentrée d'argent pour l'industrie hôtelière (les visiteurs étant logés sur leur navire de croisière). Il permet néanmoins de faire vivre de nombreuses activités telles que les commerces de souvenir et d'artisanat, les musées, centres culturels, monuments et autres infrastructures de loisirs (tel que l'aquarium des lagons ou le parc zoologique et forestier de Nouméa) ou encore les tours organisés (comme celui des « Petits trains touristiques » de Nouméa). La haute saison d'accueil des bateaux de croisière s'étale durant toute la saison chaude, d'octobre à février, avec plus de 10 paquebots par mois en 2008 (jusqu'à 15 en décembre).
Estimations pour 2015 : 300 000 croisiéristes; et pour 2016 : 400 000

## Politiques et aménagements touristiques

### Les acteurs institutionnels
La politique du développement et de mise en valeur touristique du territoire relève essentiellement de la compétence des trois Provinces de la Nouvelle-Calédonie. Chacune se dote alors des moyens économiques et de promotion pour accomplir cette tâche :
- Province Sud : les actions provinciales représentent en 2009 1,409 milliard de F CFP (11,8 millions d'euros environ), soit 2,7 % du budget primitif 2009 de la collectivité[12] :
  - le GIE « Nouvelle-Calédonie Tourisme Point Sud » (NCTPS), chargé de la promotion touristique de la destination Province Sud mais aussi de l'ensemble du Territoire sur les marchés extérieurs, en partenariat avec les professionnels du secteur. Il est l'héritier du GIE « Nouvelle-Calédonie Tourisme » fondé le 2 janvier 1990 en unissant les trois Provinces et les professionnels du secteur à l'origine. Ayant dû faire face en 2000 à l'annulation par le tribunal administratif de Nouméa des fonds de concours de la Nouvelle-Calédonie destinés notamment au financement de la promotion de la Nouvelle-Calédonie à l’extérieur (et qui représentaient jusqu'alors 75 % de ses ressources) et de la défection des Provinces Nord et Îles Loyauté, ce premier groupement est dissout le 13 décembre 2000 et mis en liquidation judiciaire le 29 juin 2001. La Province Sud reprend alors en main l'ancienne structure existante, et l'actuel GIE NCTPS est fondé. La Province finance l'essentiel du budget du groupement (99,8 % en 2006) qui s'élève en 2007 à 1,03 milliard de F CFP (environ 8,6 millions d'euros)[13].
  - l'Office de tourisme de Nouméa et de la Province Sud : dont la mission est « l'accueil des visiteurs (touristes et croisiéristes), l'information du grand public, et l'animation touristique », en partenariat entre la ville de Nouméa et la Province Sud, qui en est le contributeur le plus important[14].
  - par le biais de sa société de financement et de développement PromoSud, la Province participe au capital de plusieurs entreprises du secteur, notamment la Société des Hôtels de Nouméa SA (gestion de l'hôtel cinq étoiles Le Méridien et, indirectement, le casino attenant à Nouméa, 87,8 %), avec un portefeuille d'actions de quelque 6,5 milliards de F CFP (environ 54,5 millions d'euros)[15].
- Province Nord : 
  - le GIE « Tourisme Province Nord » sert agence d'information aux touristes et de promotion de la province. Son budget s'élevait en 2007 à 85 millions de Francs pacifique (717 300 euros)[13].
  - la Société financière et de développement de la Province Nord (Sofinor) à travers son pôle « Tourisme et Hôtellerie » qui représente 10 % de son chiffre d'affaires. À travers son label « Grands Hôtels de Nouvelle-Calédonie », il s'agit du premier groupe hôtelier du territoire avec près de 400 chambres, 850 lits et plus de 200 employés répartis dans 5 hôtels (dont deux à Nouméa : l'hôtel 3 étoiles Surf Novotel et l'hôtel deux étoiles Ibis Beaurivage, et trois 3 étoiles en Province Nord : le Koniambo de Koné, le Novotel Malabou Beach de Poum et le Club Méditerranée Koulnoué Village de Hienghène). Elle a également créé l'agence de voyages et de tourisme Mirage Voyages[16].
- Province des îles Loyauté :
  - le GIE « Destination Îles Loyauté » (DIL) : agence officielle de promotion et d'information touristiques de la province, disposant de deux points d'accueil et d'information à Nouméa[17]. Son budget en 2007 était de 149 millions de Francs pacifique (1,25 million d'euros)[13].
  - la Société d'orientation et de développement des îles Loyauté (SODIL), équivalent de PromoSud et de la Sofinor. Elle gère notamment l'hôtel 4 étoiles Paradis d'Ouvéa, les 3 étoiles Drehu-Village (Lifou) et Nengone-Village (Maré) et le 1 étoile Oasis de Kiamu (Lifou)[18].

Afin d'élaborer des politiques concertées, les trois provinces se sont réunies avec les acteurs du secteur en novembre 2004 lors d'Assises du Tourisme à la suite desquelles elles ont confié au cabinet d'audit KPMG l'élaboration d'un Plan décennal de développement touristique concerté de la Nouvelle-Calédonie (PDTC-NC), publié en 2005 et commencé à être appliqué en 2006.

### Promotion
Slogans
Certains slogans touristiques ont été développés pour promouvoir certaines destinations néo-calédoniennes. Mais elle reste surtout connu localement :
- Nouvelle-Calédonie : « le plus beau lagon du monde »[20], « Terre originelle »[21].
- Île des Pins ou Ouvéa : « l'île la plus proche du Paradis »[22].
- Île des Pins : « Le joyau du Pacifique »[23].
- Lifou : « L'île aux multiples visages »[24].
- Maré : « L'île qui parle à votre cœur »[25], « Le paradis n'est pas loin, venez nous voir à Maré ».
- Province Nord : « Province aux cent visages »[23].

Ambassadeurs
Certains organes de promotion touristique néo-calédonienne ont désigné des personnalités comme ambassadrices afin de défendre tout ou partie de la destination sur des marchés donnés :
- Nouvelle-Calédonie : Christian Karembeu, footballeur kanak ayant contribué à la victoire de la France lors de la Coupe du monde 1998 et du championnat d’Europe des Nations 2000. Il est choisi en 2006 par le GIE Nouvelle-Calédonie Tourisme Point Sud pour se servir de sa notoriété nationale voire internationale pour promouvoir la destination[26]. Pour ce faire, il a notamment posé pour le calendrier Nouvelle-Calédonie 2008 le mettant en scène au milieu de paysages du territoire dans des photographies d'art prises par Gérard Rancinan[27]. Il a également décidé de fêter son jubilé par un match de gala au stade Numa-Daly de Nouméa le 31 mai 2008. Il oppose une équipe baptisée « France 98 » composée de plusieurs joueurs de l'équipe championne du monde en 1998 (outre Karembeu lui-même, Laurent Blanc, Alain Boghossian, Lionel Charbonnier, Marcel Desailly, Didier Deschamps, Youri Djorkaeff, Pierre Laigle, Frank Lebœuf et Zinédine Zidane, ainsi que l'ancien sélectionneur Aimé Jacquet) à une équipe de personnalités du football et de professionnels océaniens (Basile Boli, Ludovic Giuly, Antoine Kombouaré, Reynald Temarii qui est le président de l'OFC, Marama Vahirua, Pascal Vahirua, Victor Zéoula, qui fut un ancien attaquant du RC Ancenis et de St Mars la Jaille, d'origine kanak et Tim Cahill, avec pour entraîneur Gérard Houllier). Sont également présents Sepp Blatter, président de la FIFA, et Michel Platini, président de l'UEFA. Les « Bleus 98 » font ensuite une tournée de quatre jours dans les différentes provinces de Nouvelle-Calédonie. Les mêmes participants ont également joué un match de gala pour le jubilé de Pascal Vahirua à Papeete le 26 mai 2008[28].
- Îles Loyauté : Soo-Hong Park, vedette de télé réalité en Corée du Sud, a été choisi en 2008 par le GIE DIL pour promouvoir les îles Loyauté dans son pays, marché en devenir depuis l'ouverture d'une ligne aérienne Nouméa-Séoul[29].

### Une forte centralisation des activités touristiques

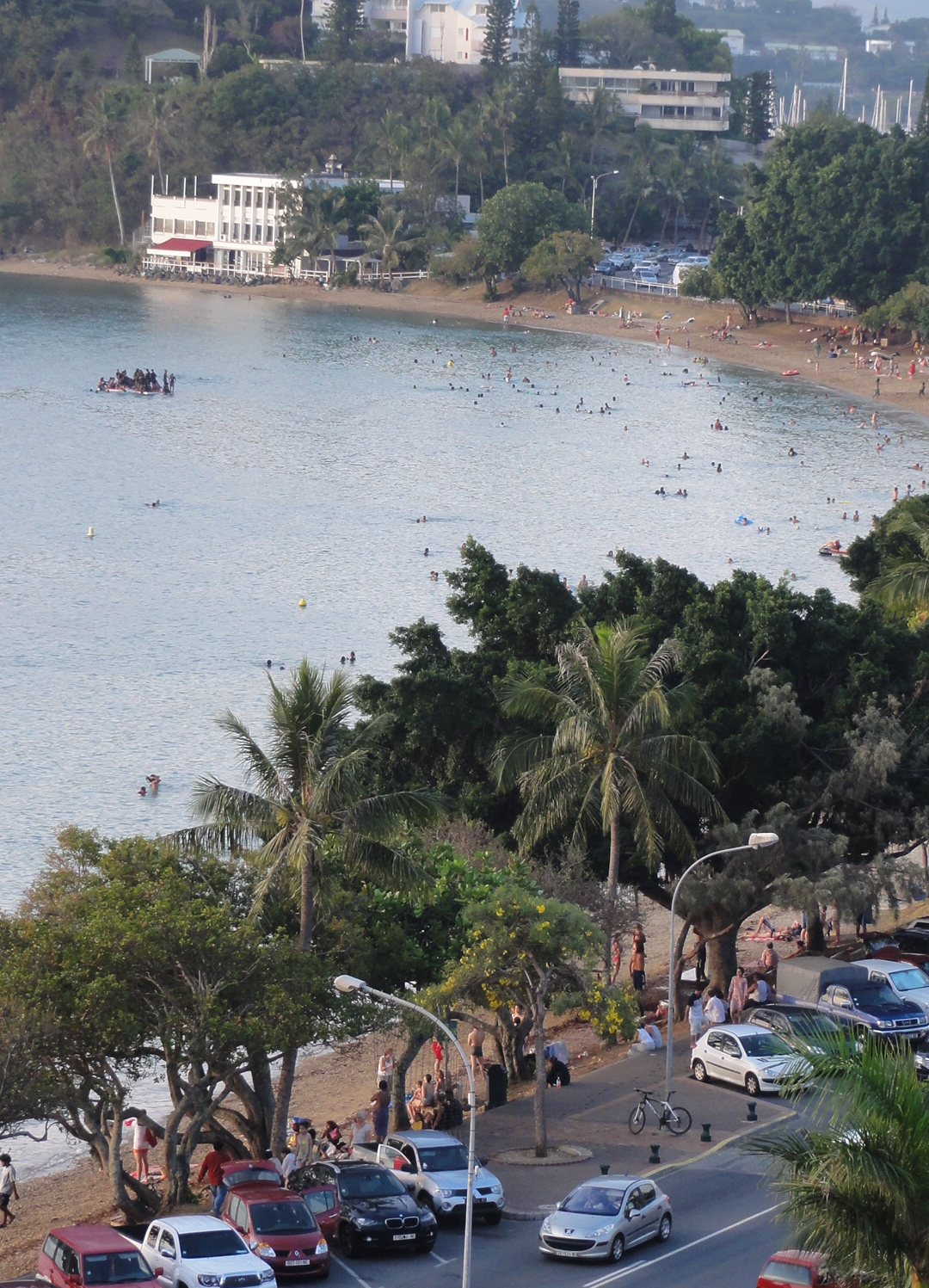
Avec ses hôtels, casinos, marinas, restaurants et discothèques, Nouméa concentre l'essentiel des infrastructures touristiques : ici, la Baie des Citrons

Les provinces Nord et des îles Loyauté ont développé depuis le début des années 1990 des projets immobiliers et hôteliers (les trois étoiles Novotel Malabou Beach Resort de Poum et Club Méditerranée Koulnoué Village de Hienghène en 1992 suivi du Koniambo de Koné en 2006 pour la première, le Drehu Village de Lifou et le Nengone Village de Maré en 1996 suivi en 2000 du Paradis d'Ouvéa pour la seconde) destinés à mieux accueillir les visiteurs et à rattraper leur retard en infrastructure touristique par rapport à la Province Sud. La création d'escales pour les bateaux de croisière à Poum, Hienghène, Lifou et Ouvéa participent également de ce rééquilibrage. Cependant la Province Sud continue à concentrer l'essentiel des équipements (74,4 % des chambres d'hôtels disponibles en Nouvelle-Calédonie fin 2006 s'y trouvent), notamment en matière de tourisme haut de gamme (les trois seuls hôtels cinq étoiles ainsi que les trois golfs du Territoire).
Et au sein même de la Province Sud, le déséquilibre est fort entre Nouméa (et le Grand Nouméa) et la « Brousse ». On trouve ainsi dans le chef-lieu territorial deux des trois 5 étoiles (le Méridien de la Pointe Magnin et le Coral Palms Island Resort de l'îlot Maître), quatre des cinq 4 étoiles (le Nouvata et le Parc au sein du complexe Nouvata Park Resort, le Ramada Plaza et la Promenade, tous sur l'Anse Vata), un des trois terrains de golf (celui de Tina, deux en comptant celui de Dumbéa situé en zone périurbaine) et les deux seuls casinos du Territoire. La ville concentre ainsi, avec une offre de 25 établissements et 1 554 chambres en 2004, 65,2 % de la capacité hôtelière de la Nouvelle-Calédonie et 82,1 % de celle de la Province Sud. Si le taux d'occupation est relativement élevé à Nouméa, s'élevant à 61,9 % en 2006, il n'est plus que de 49,3 % dans le reste de la Province Sud. Là encore des projets tendent à pallier la forte centralisation touristique dans la province, dont notamment le projet de développement du site de Gouaro Deva à Bourail (comprenant une petite base nautique sur une partie de la plage, un centre équestre, un sentier du littoral, un golf de 18 trous, un village culturel dans la « Vallée taboue », un « arboretum » ou jardin botanique spécialisé et un complexe hôtelier cinq étoiles sous enseigne « Sheraton Nouvelle-Calédonie Bourail Resort & spa »),.

## Infrastructures et manifestations touristiques

### Transports
Aéroports
- Province Sud :
  - Aéroport international de Nouméa La Tontouta (Païta)
  - Aéroport de Nouméa-Magenta (Nouméa)
  - Aéroport de Moué (île des Pins)
- Province Nord :
  - Aéroport de Koné
  - Aéroport de Koumac
  - Aéroport de Touho
  - Aéroport de Waala (îles Belep)
- Province des îles Loyauté : 
  - Aéroport de Wanaham (Lifou)
  - Aéroport de La Roche (Maré)
  - Aéroport d'Ouloup (Ouvéa)
  - Aéroport de Tiga (Tiga)

Compagnies aériennes internationales
- Aircalin (compagnie néo-calédonienne) : vers l'Australie (Sydney, Brisbane), la Corée du Sud (Séoul), Fidji (Nadi), le Japon (Tōkyō, Ōsaka), la Nouvelle-Zélande (Auckland), la Polynésie française (Papeete-Faa'a), le Vanuatu (Port-Vila) et Wallis-et-Futuna (Wallis),
- Air France : en continuité des vols Aircalin, vers la France (Paris via Tōkyō, Ōsaka ou Séoul) et les États-Unis (Los Angeles via Papeete),
- Qantas,
- Air New Zealand,
- Air Vanuatu

Compagnies aériennes domestiques
- Air Calédonie : la principale,
- Air Loyauté : appartenant à la SODIL

Escales de paquebots
- Province Sud :
  - Nouméa : quai Jules Ferry

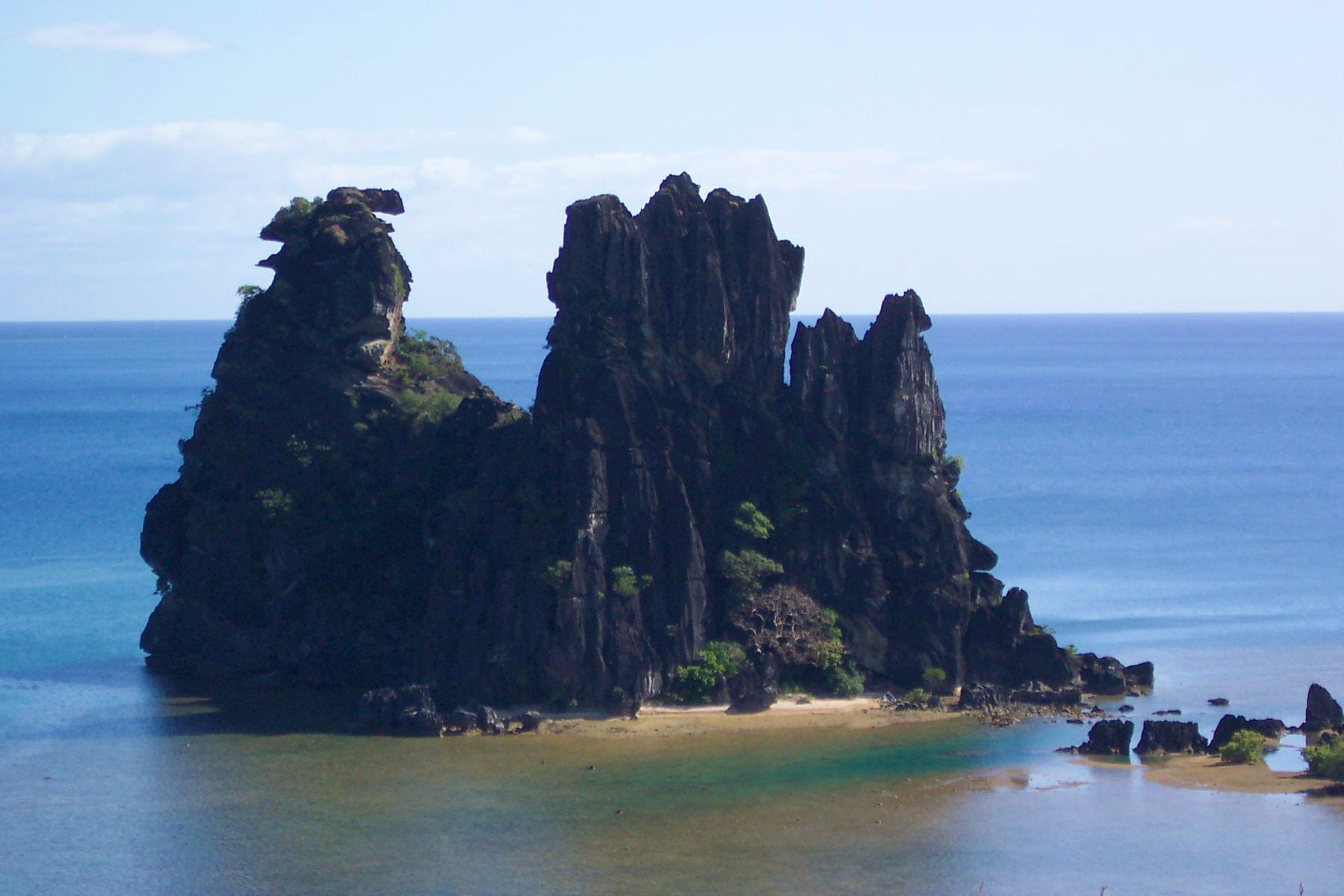
La « Poule de Hienghène », dans la baie des escales de paquebot

  - Île des Pins : baie de Kuto (mouillage)
  - Mont-Dore : îlot Casy dans la baie de Prony à l'extrémité sud de la Grande Terre (mouillage)
- Province Nord :
  - Poum : baie d'émeraude (mouillage)
  - Hienghène : baie du même nom, dominée par la « poule » et le « sphynx »
- Province des îles Loyauté :
  - Lifou : baie de Santal à Easo (mouillage), au nord-ouest de l'île
  - Ouvéa : lagon de l'atoll au niveau de Mouli

### Hôtels
La capacité hôtelière était, fin 2005, de 106 établissements (46 en Province Sud, 34 en Province Nord et 26 aux Îles Loyauté) pour 2 245 chambres (1 769 en Province Sud, 334 dans le Nord et 142 dans les Îles). Sur celles-ci, une grande partie (1 077) se trouvaient alors dans 14 hôtels 3 étoiles et plus, tandis que comparativement il n'y en avait que seulement 414 dans 66 hôtels non classés ou gîtes. Sont présentés ici une liste des hôtels classés (le classement pouvant varier selon les sources et correspondant à des réalités différentes selon les provinces, celles-ci ayant établi des critères différents),,,.
Cinq étoiles
Il existait, fin 2014, quatre hôtels cinq étoiles, tous situés en Province Sud :
- Nouméa :
  - Méridien de la Pointe Magnin
  - Coral Palms Island Resort de l'îlot Maître
- île des Pins :
  - Méridien d'Oro
  - Sheraton Deva

Quatre étoiles
Il existait, fin 2013, six hôtels quatre étoiles :
- Province Sud : cinq dont :
  - quatre à Nouméa, sur l'Anse Vata :
    - Nouvata (associé à l'hôtel Le Parc et à un hôtel 3 étoiles, Le Pacifique, pour former le complexe Nouvata Park Resort)
    - Le Parc (associé au Nouvata et à un hôtel 3 étoiles, Le Pacifique, pour former le complexe Nouvata Park Resort)
    - Ramada Plaza
    - Hilton La Promenade

  - un à l'île des Pins :
    - Ouré Tera Beach Resort
- Province des îles Loyauté : un hôtel à Ouvéa :
  - Paradis d'Ouvéa

Trois étoiles
Il existait, fin 2011, quinze hôtels trois étoiles :
- Province Sud : huit hôtels :
  - Nouméa : trois hôtels :
    - Surf Novotel de l'Anse Vata
    - Le Pacifique de l'Anse Vata (associé aux deux 4 étoiles Le Parc et Nouvata pour former le complexe Nouvata Park Resort)
    - Royal Tera Beach Resort & Spa de la Pointe Magnin
    - Residotel le Stanley à Ouémo

  - Païta :
    - Quality Resort Rivland, à l'entrée de la route de Gadji

  - Sarraméa :
    - Évasion 130 près de la tribu

  - Yaté :
    - Kanua Tera Ecolodge de Port-Boisé

  - île des Pins : deux hôtels :
    - Kou-Bugny de la baie de Kuto
    - Ouré Lodge de la baie de Kanumera

- Province Nord : quatre hôtels :
  - Koniambo de Koné
  - Novotel Malabou Beach de Poum

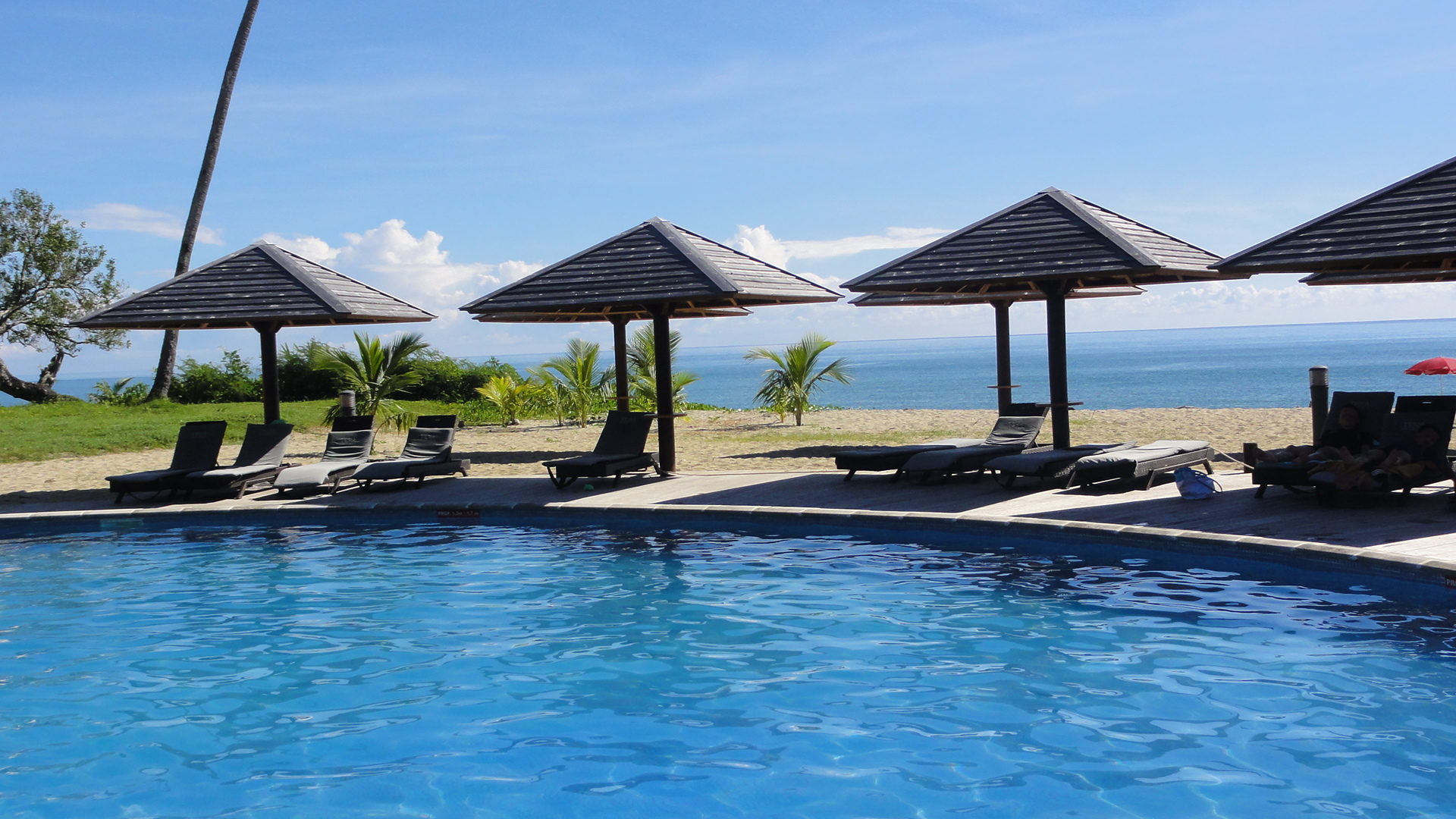
Hôtel Tieti Tera Beach Resort de Poindimié

  - Club Méditerranée Koulnoué Village de Hienghène
  - Tieti Tera Beach Resort de Poindimié
- Province des îles Loyauté : deux hôtels :
  - Drehu-Village de Lifou
  - Nengone-Village de Maré

Deux étoiles
Il existait, fin 2015, onze hôtels deux étoiles :
- Province Sud : huit hôtels :
  - Nouméa : six hôtels : 
    - Appartel le Lagon : résidence hôtelière sur la route de l'Anse Vata
    - Ibis Beaurivage sur la baie des Citrons
    - Casa del Sole : résidence hôtelière à la baie des Citrons
    - Mocambo Hôtel à la baie des Citrons
    - Best Western Le Paris au centre-ville
    - New Caledonia au Quartier latin

  - La Foa :
    - Hôtel Banu dans le village, son restaurant est réputé localement pour ses fruits de mer

  - Île des Pins :
    - Hôtel Kodejeue sur la plage d'Ouaméo, au nord de l'île
- Province Nord : deux hôtels
  - L'Hibiscus de Koné
  - Le Bougainville de Pouembout
- Province des îles Loyauté : un hôtel :
  - Le Servigny dans la tribu de Kumo à Lifou
  - Le Beaupre dans la tribu de Banutr à Ouvéa

Une étoile
Il existait, fin 2009, deux hôtels une étoile :
- Province Sud :
  - Lantana Beach sur l'Anse Vata à Nouméa
- Province des îles Loyauté :
  - Oasis de Kiamu dans la tribu de Jozip à Lifou

### Autres hébergements
Les Provinces et l'Office du Tourisme de Nouméa publient chaque année un livret d'information sur l'hébergement et la restauration, en français et anglais :
- hôtels,
- résidences de tourisme, en hôtellerie indépendante,
- meublés, pour un maximum de 25 personnes,
- beds and breakfests, pour un maximum de 15 personnes,
- accueils en tribu,
- campings, simples ou améliorés,
- séjours à la ferme,
- restaurants,
- tables d'hôte,
- cafés, snack-bars,
- transports (avion, bus, bateau, taxi, location, transfert…

### Restauration
La revue trimestrielle 4 étoiles, dotée du sous-titre Les plaisirs de la table en Nouvelle-Calédonie, signale les ambitions de la profession.

### Principaux points d'intérêt

#### Tourisme culturel
- à Nouméa :
  - trois bibliothèques :
    - la bibliothèque Bernheim, gratuite depuis 2016, au centre ville (Cocotiers), installée dans un bâtiment de style colonial ayant servi de pavillon de la Nouvelle-Calédonie lors de l'Exposition universelle de 1900 à Paris, démonté et reconstruit à Nouméa, en bordure du centre-ville, par l'homme d'affaires philanthrope Lucien Bernheim pour servir de bibliothèque-musée à la colonie (à partir d'une collection de livres réunies entre 1871 et 1874 par le gouverneur de La Richerie). En 1971, le musée est déplacé sur un site qui lui est propre, au Quartier-Latin, et la bibliothèque est agrandie d'un deuxième bâtiment en 1981[38],
    - la médiathèque municipale de Rivière-Salée a été ouverte en octobre 2000 dans le quartier populaire dont elle tire son nom, au nord de Nouméa (bus 70)[39],
    - la bibliothèque et la médiathèque du Centre Culturel Tjibaou (à Tina (nord-est), terminus du bus 40, abonnement annuel intéressant),

  - Quatre musées :Le portail du Musée de Nouvelle-Calédonie à Nouméa

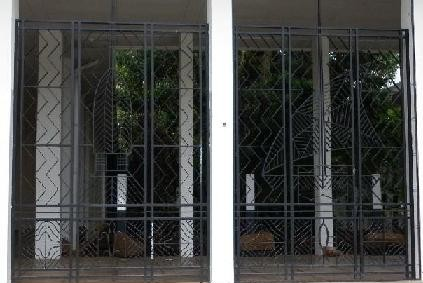
Le portail du Musée de Nouvelle-Calédonie à Nouméa

    - le Musée de Nouvelle-Calédonie, créé en 1971 à partir des collections jusqu'alors exposées à la bibliothèque Bernheim et de divers apports, il est consacré à l'archéologie et à l'ethnologie des populations océaniennes, essentiellement de la population kanak (sculptures anciennes, totems, masques funéraires, poteries, parures, bijoux, monnaies kanaks, sagaies, flèches faitières, reproduction de pirogues et d'une grande case installée dans sa cour intérieure) mais aussi avec des œuvres provenant d'autres sociétés insulaires du Pacifique, notamment de Papouasie-Nouvelle-Guinée, Wallis-et-Futuna, Vanuatu ou Fidji[40].
    - le musée de la Ville de Nouméa, fondé en 1996 et installé dans un bâtiment de style colonial récemment rénové, en bordure de la place des Cocotiers. Celui-ci avait, par le passé, servi tout d'abord de local à la Banque Marchand, première banque locale, de 1874 à 1880, puis, après la faillite retentissante de cet établissement financier, d'hôtel de ville de 1880 à 1975[38]. Il accueille plusieurs objets retraçant l'histoire du chef-lieu de la Nouvelle-Calédonie de sa création en 1854 à nos jours, issus de plusieurs collections privées (dont celle de la Société Le Nickel), mais aussi deux expositions permanentes : une au sous-sol sur la Nouvelle-Calédonie dans la Grande Guerre et la seconde à l'étage sur la Seconde Guerre mondiale.
    - le Musée d'histoire maritime, inauguré le 4 octobre 1999 dans les locaux de l'ancienne gare maritime sur les quais du port, à l'entrée de Nouville, et créé à l'initiative de deux associations de passionnés d'archéologie sous-marine : « Fortune de mer » (au champ d'action limité aux eaux territoriales néo-calédoniennes) et « Salomon » (qui s'intéresse au mystère de la disparition du navigateur Jean-François de La Pérouse près de l'île de Vanikoro aux îles Salomon en 1788). Le musée expose ainsi de manière permanente, sur 600 m2, les découvertes des différentes campagnes de fouilles réalisées par ces deux associations, selon 6 thèmes : les premiers navigateurs (sur les techniques de navigation des premiers peuples océaniens), l'ère des grands découvreurs, aventuriers et commerçants (sur les santaliers et baleiniers du début du XIXe siècle), de Port-de-France à Nouméa, sur la route du nickel et au temps des Américains. À cela s'ajoutent des expositions temporaires, installées à l'étage du bâtiment[41],
    - le musée du Bagne, installé dans l'ancienne boulangerie en pierre du bagne sur la presqu'île de Nouville, qui passe pour être le plus ancien bâtiment construit par l'administration pénitentiaire sur ce site, a été créé par l'association « Témoignages d'un passé ». Il n'est pas ouvert en permanence, mais se visite à la demande et est le point de départ d'un tour guidé des différentes infrastructures du bagne de Nouville : la chapelle, les anciens ateliers qui abritent aujourd'hui le département de droit, économie et gestion de l'Université de la Nouvelle-Calédonie, l'ancien magasin aux vivres devenu le Théâtre de l'Île, l'ancien hôpital du marais et actuel CHS Albert-Bousquet, la ferme nord et la laiterie[42],

  - Deux théâtres, gérés par le Centre d'Art de la Ville de Nouméa : 
    - le Théâtre de l'Île, ouvert en 2000 dans un édifice massif en pierre taillée du bagne de Nouville construit en 1875 pour servir de cathédrale (fonction qu'il n'a jamais remplie) et qui a été successivement un magasin aux vivres de la pénitentiaire, lieu d'élevage de vers à soie à partir de 1930, salle de bal, centre de regroupement des prisonniers à partir de 1940 et salle de cinéma et de spectacle à partir de 1970. Entièrement réaménagé par la ville de Nouméa à partir de 1994 pour le faire répondre aux normes acoustiques et d'organisation de l'espace (avec une salle de 354 places et l'aménagement de coulisses) d'un théâtre moderne. Dominant la mer, il est voisin du campus et des archives territoriales[43],
    - le Théâtre de Poche est une salle de spectacle de petite taille et au caractère intimiste, et fait partie des locaux du Centre d'Art installés en 1996 dans les bâtiments de l'ancienne prison civile, à côté du Palais de Justice. Le Centre d'Art, outre des locaux administratifs, accueille également des salles d'expositions et de répétitions mises à disposition des troupes de théâtre, chorales ou autre associations artistiques affiliées à cette institution[44],

  - le Centre culturel Tjibaou, véritable vitrine tant au niveau local, régional qu'international de la culture kanak, installé dans un complexe monumental réalisé entre 1995 et 1998 près du site qui avait accueilli en 1975 le festival Mélanésia 2000 organisé par Jean-Marie Tjibaou, en bord de mer à l'est de Nouméa, à côté du quartier résidentiel et du golf de Tina. Il est l'œuvre de l'architecte italien Renzo Piano qui a pris le parti d'allier modernité et architecture vernaculaire dans un style devenu mondialement célèbre, notamment pour ses dix hauts bâtiments nervurés et effilés en bois et acier, figurant des cases traditionnelles stylisées. Géré par l'Agence de développement de la culture kanak, fondé par les Accords de Matignon, et inauguré dans le cadre de la signature de l'Accord de Nouméa les 4 et 5 mai 1998, il comprend une salle de spectacle couverte de 400 places en bois (salle Sissia), une scène en plein air, un sentier kanak qui fait l'office d'une visite commentée, des salles d'expositions, de cours d'initiation aux arts et techniques de fabrication d'ouvrages traditionnels, de récit de contes et légendes kanaks et une médiathèque.
  - le Conservatoire de musique de Nouvelle-Calédonie, ancienne École territoriale de musique (ETM), elle est installée dans l'ancien consulat britannique, grand bâtiment de style colonial datant du XIXe siècle situé dans le quartier de l'Artillerie Nord. L'École de musique de Nouméa, créée en 1974, s'y installe avant de se transformer en l'ETM puis en Conservatoire. Outre des leçons instrumentales et de solfèges, le Conservatoire abrite également un auditorium servant à accueillir des concerts et récitals de musique orchestrale, classique ou non (notamment de jazz), ou de chants (choral, lyrique…), réalisés par des artistes locaux ou internationaux[45]. Le conservatoire organise également des cours en dehors du chef-lieu du territoire, au Mont-Dore, à Dumbéa, Païta, Boulouparis, La Foa, Bourail, Koné, Koumac et Wé à Lifou[46],
  - la Fédération des Œuvres Laïques (FOL) qui dispose, au sommet de la colline dite du Sémaphore qui domine le centre-ville, d'un bâtiment accueillant une salle de spectacle (où ont lieu essentiellement des représentations théâtrales, des manifestations comme l'élection de Miss Nouvelle-Calédonie, la plupart des spectacles de fin d'année des écoles nouméennes et des spectacles d'artistes ou d'humoristes locaux, métropolitains ou internationaux) de 550 places, et une salle d'exposition[47].
  - le Café musiques municipal « Le Mouv' », « monolithe habillé d'une résille en bois et en métal, comme une double peau » installé dans le parc municipal de Rivière-Salée au nord de la ville et inauguré en août 2001. Il consiste en une salle de concert de 200 m2 et de 400 places et en une scène de 100 m2[48],
  - 12 salles de cinéma au sein du multiplexe CinéCity, en bordure du port et du centre-ville, soit un bâtiment de 5 niveaux comprenant un espace de jeux d'arcade, de restauration et la billetterie au rez-de-chaussée, les salles dans les trois premiers étages et enfin les bureaux de la société Hickson qui gère ce cinéma au dernier étage. Toutes les autres salles (celles du Rex, du City, l'autre cinéma Hickson à Nouméa, du Plaza et du Liberty) ont toutes été démolies ou reconverties. Le choix des films reste généralement limité et retardé vis-à-vis des sorties internationales et françaises[49],[50].
  - plusieurs monuments d'époque coloniale ou pénitentiaire, dont ses quelques maisons coloniales restantes à l'architecture typique (telles que la maison Célières du Faubourg Blanchot, l'ancienne mairie du centre-ville devenu le musée de la ville, le château Hagen de la Vallée des Colons), sa Cathédrale et son Vieux Temple (tous deux construits à la fin du XIXe siècle) ou les vestiges du bagne de l'île Nou (l'actuel Théâtre de l'île, les anciens ateliers servant aujourd'hui de locaux à l'Université de la Nouvelle-Calédonie, le musée du bagne).
- Dans le reste de la Nouvelle-Calédonie : 
  - les bibliothèques municipales de Boulouparis, Bourail, Dumbéa, Hienghène, Koné, Mont-Dore, Ouvéa, Poindimié, Pouébo, Pouembout, Thio et Voh, les médiathèques de La Foa et Païta et la bibliothèque provinciale Lôhna de Wé à Lifou,
  - les musées
    - Musée de Bourail,
    - la Villa-Musée (reconstitution d'une maison traditionnelle de colon-éleveur) de Païta,
    - le Musée de la Mine de Thio,
    - le Musée du Café, à Voh,

  - les centres culturels municipaux de 
    - Dumbéa (servant surtout de salle de spectacle et des fêtes),
    - Goa Ma Bouarate de Hienghène,
    - du Mont-Dore (essentiellement salle de spectacle, pour des représentations théâtrales ou des concerts),

  - les deux centres culturels provinciaux de
    - Koné,
    - Yeiwéné Yeiwéné, tribu de Hnainèdre, à Maré,

  - et
    - le carrefour culturel de Bourail,
    - la maison de la culture de l'Île des Pins,
    - le centre socio-culturel de La Foa,
    - le dock socio-culturel de Païta,

  - la salle de spectacle municipale du Colisée de Bourail,
  - la salle de cinéma Jean-Pierre Jeunet à La Foa, lieu où se déroule annuellement le festival de La Foa, et celle de Bourail.
  - les monuments historiques dont 
    - les vestiges du bagne (souvent envahis par la végétation même si des associations tentent de les remettre en valeur, à Prony et à l'île des Pins,
    - le fort Téremba, entre La Foa et Moindou, qui accueille régulièrement des reconstitutions historiques en costume d'époque) ou du passé colonial
    - etc (certaines maisons coloniales dont le château Grimigni à Pouembout, les restes de l'ancien « Petit train de la mine » qui reliait Nouméa à Boulouparis, la passerelle Marguerite à l'entrée du village de La Foa qui sert à organiser des sons et lumières).

#### Tourisme animalier et naturel
L'unique aquarium public et un parc zoologique, tous deux à Nouméa :
- Aquarium des lagons à l'Anse Vata, connu pour sa collection de coraux fluorescents
- Parc zoologique et forestier Michel-Corbasson, ou parc forestier, appartenant à la Province Sud, à la fois jardin botanique et parc zoologique dans les hauteurs du mont Montravel.

#### Tourisme de loisirs
Casinos
Les deux casinos de Nouvelle-Calédonie se trouvent à Nouméa :
- Grand Casino à la Pointe Magnin, le plus grand, voisin du Méridien
- Casino Royal à l'Anse Vata, le plus ancien, voisin du Surf Novotel

#### Tourisme sportif
Terrains de golf
La Nouvelle-Calédonie possède trois terrains de golf de 18 trous :
- le Golf de Tina, privé avec une participation de la Province Sud, dans le quartier du même nom à l'est de Nouméa,
- le Golf municipal de Dumbéa, le long de la rivière du même nom,
- le Golf de La Ouenghi, le long de la rivière du même nom à Boulouparis et de l'hôtel (non classé) des Paillottes de la Ouenghi.

Sports et activités à sensation et de plein air

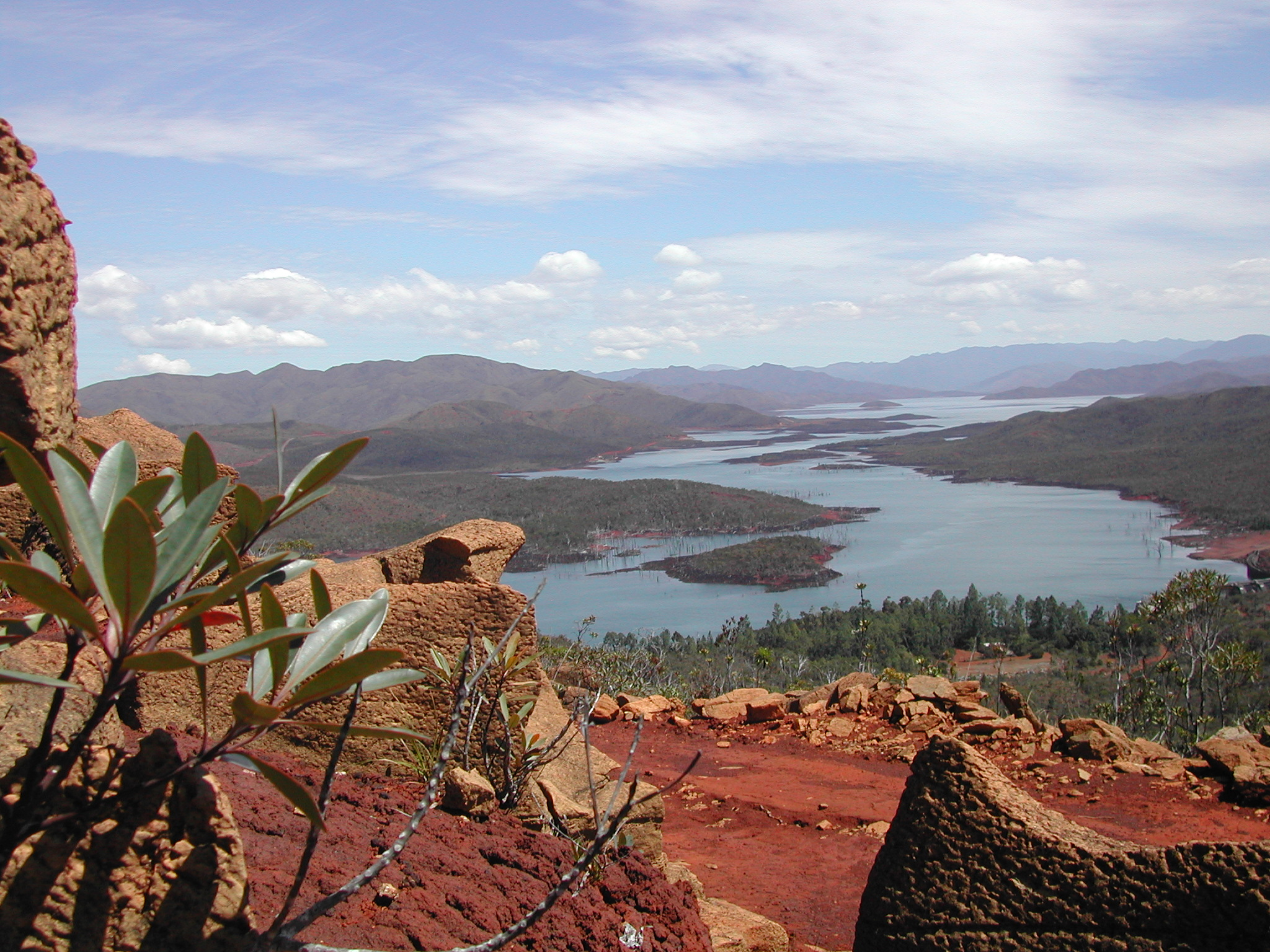
Le lac de Yaté vu d'un sentier de randonnée

- le sentier de grande randonnée GR NC 1, parcourant le Grand Sud de la Grande Terre de l'ancien village minier de Prony dans la commune du Mont-Dore au barrage de la Dumbéa dans la commune du même nom, en passant par les alentours du lac de Yaté, sur une distance de 101,8 km.
- le sentier de grande randonnée Nouvelle-Calédonie Province Nord, ouvert en 2013, sur 400 km à terme[51].
- onze sentiers de petite randonnée (PR)[52] :
  - Sentier des bagnards - PR 01 : long de 4,5 km aller-retour dans la baie de Port-Boisé dans la commune de Yaté et l'extrême sud de la Grande Terre,
  - Sur les traces de la Pénitentiaire - PR 02 : 2,2 km dans les vestiges du bagne de Prony et là encore la pointe sud de la Grande Terre,
  - Circuit de l'îlot Casy - PR 03 : sentier en boucle de 3,7 km faisant le tour de l'îlot Casy, dans la baie de Prony,
  - Route à horaire de Yaté - PR YAT 1 : circuit de 9,1 km escarpé dans les environs du barrage et du lac de Yaté dans la commune du même nom,
  - Ascension du Mont Dore - PR DOR 1 : 9,3 km faisant l'ascension du massif du Mont Dore dans la commune du même nom,
  - Sentier de l'îlot Signal - PR SIG 01 : balade de 1,6 km sur l'îlot Signal, à 8 milles marins (environ 15 km) à l'ouest du port Moselle dans le lagon de Nouméa, à la sortie de la passe de Dumbéa, l'un des principaux points d'entrée des navires dans le lagon néo-calédonien, entre le récif de l'Annibal au nord-ouest et le grand-récif Aboré au sud-est,
  - Sentier du pic Ouitchambo - PR BLP 1 : marche de 8,2 km dans les contreforts boisés de la Chaîne centrale au départ de la tribu d'Ouitchambo dans la commune de Boulouparis,
  - Plateau de Dogny - PR FOA 1 : sentier de 16 km sur un plateau connu pour être depuis des siècles le lieu d'échanges coutumiers entre tribus de la côte est et côte ouest de la Grande Terre et recouvert de forêt primaire, sur le territoire de la commune de La Foa,
  - Sentier de la petite cascade - PR FOA 2 : 3,6 km dans les versants d'une vallée de semi-altitude entre La Foa et Farino,
  - Sentier des Trois Baies - PR BOU 1 : à Bourail, sur 3,6 km, le sentier longe le bord de mer dans trois baies séparées par des falaises de calcaire sculptées par la mer : la baie de La Roche Percée (et son « Bonhomme »), la Baie des Tortues (lieu de ponte des « tortues grosses têtes ») et celle des Amoureux,
  - Forêt des Cycas - PR BOU 2 : 1 km au milieu de la forêt sèche et de la mangrove près de l'embouchure de la Nera, à Bourail.
- un parc de grimpe d'arbres, le Koghi Parc Aventure, disposant de trois niveaux de difficulté (de 1,20 m à 18 m de hauteur), à proximité de l'Auberge d'altitude des Koghi dans le massif du même nom à Dumbéa[53].
- les nombreuses vallées encaissées et gorges de la Chaîne centrale permettent des activités comme le canyonisme[54].
- la taille de son lagon et de sa barrière de corail ainsi que sa biodiversité rend la Nouvelle-Calédonie propice à une forte activité de plongée sous-marine[55].
- la pratique du kitesurf y est très développée, accueillant à Nouméa une étape du championnat du monde.

#### Fêtes, festivals et manifestations

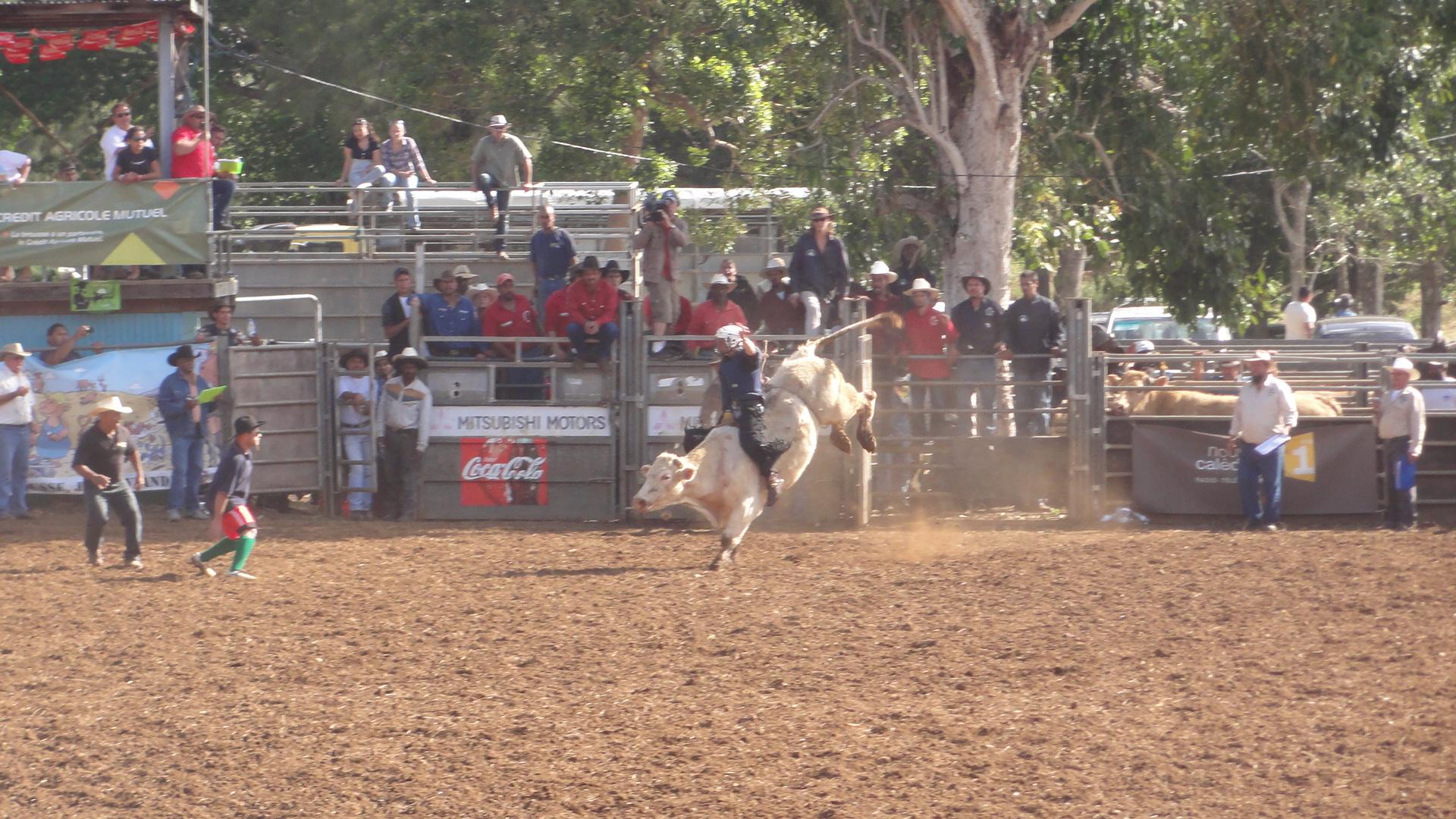
Rodéo à la foire de Bourail

- les nombreuses foires rurales organisées essentiellement durant les mois de la saison fraiche (de juillet à octobre) et considérées comme le symbole du mode de vie « Broussard », les principales étant : 
  - Foire de Bourail durant le week-end de la semaine du 15 août, chaque année la plus fréquentée et connue pour son rodéo, sa fantasia (Bourail accueillant une importante communauté de descendants de déportés Kabyles, dont le maire et refondateur du festival Jean-Pierre Aïfa) ou sa course de stock-car[56].
  - la foire de Koumac (en septembre) qui constitue le principal rendez-vous agricole et artisanale du Territoire[57].Des vers de bancoule, principale attraction de la fête de Farino

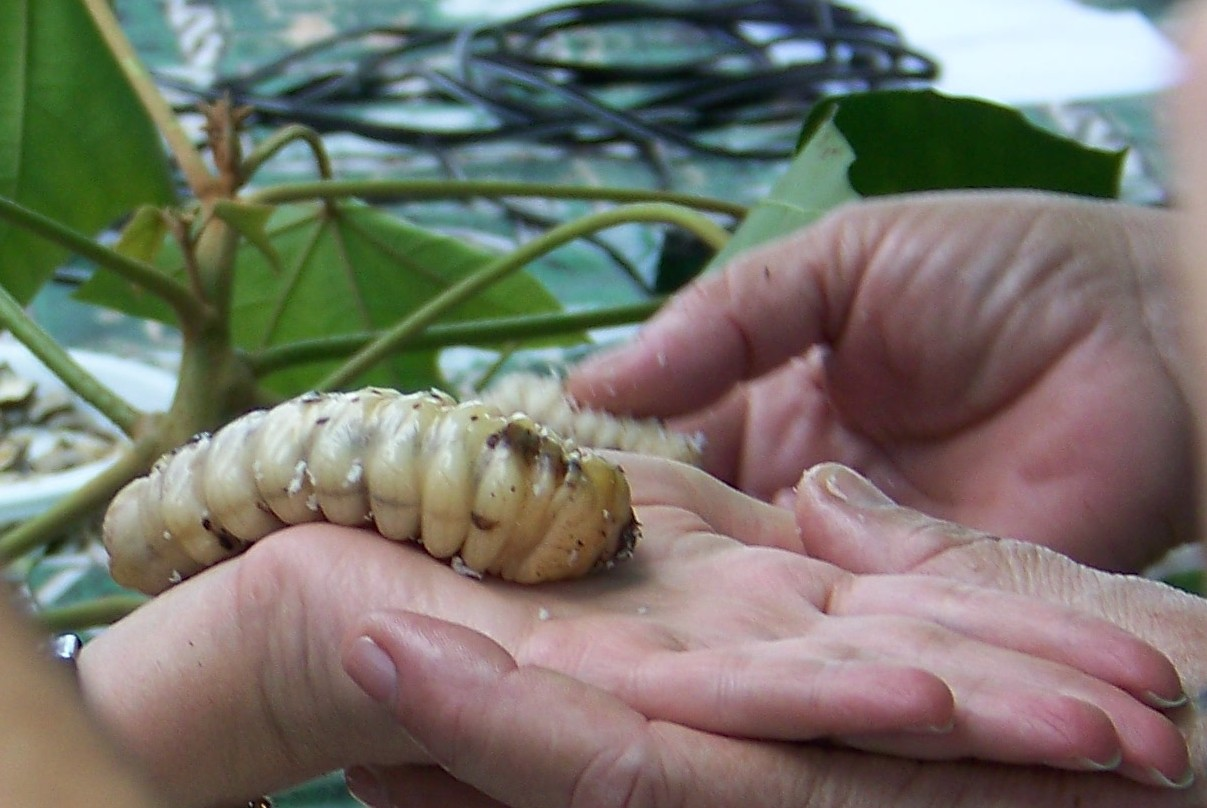
Des vers de bancoule, principale attraction de la fête de Farino

  - la fête du ver de bancoule de Farino (connue pour sa dégustation par les touristes et visiteurs de vers de bancoule crus)[58].
  - la fête du cerf et de la crevette de Boulouparis lors du deuxième week-end de mai[59].
  - la fête de la génisse à la broche de Koumac en mai-juin[60].
  - la fête du bœuf de Païta le troisième ou quatrième dimanche d'octobre, avec lui aussi un rodéo[61].
- les fêtes et manifestations traditionnelles kanaks qui sont l'occasion d'apercevoir certains aspects de la culture mélanésienne (les danses, la coutume, la cuisine) et des produits tropicaux (ignames, taros, maniocs et avocats, entre autres). Là encore les principales sont :
  - la fête de l'igname : aux mois de février et mars, elle marque la récolte de « l'igname nouvelle », point culminant du calendrier rituel des Kanak qui rythme leur vie social, il donne lieu à des festivités ritualisées dans chaque tribus et clans. Les ignames récoltés sont entassées en tas au centre de la tribu, sont bénies par les autorités religieuses (depuis l'implantation des missions), puis a lieu un échange coutumier avec les autres clans voisins à qui l'on offre une partie de la récolte, ainsi qu'à toutes les personnalités venues assister à la fête. Mais personne ne doit consommer un igname avant les chefs de clan et les anciens, pour lesquels les jeunes préparent ces primeurs en de nombreux bougnas, plat traditionnel mélanésien, consommés lors d'une fête. Généralement, la première fête de l'igname a lieu à Touaourou, à Yaté, dès la fin du mois de février[62].
  - la fête de l'avocat à Maré : plus particulièrement dans la tribu de Netché (ou Nécé) dans le district de Guahma, elle est la fête culturelle et agricole des producteurs d'avocats dont les plus beaux spécimens sont exposés. Il donne lieu à un grand marché présentant d'autres spécialités de l'île, tandis que les tribus organisent des visites, randonnées pédestres et balades en pirogue.
  - plus généralement, le logement en tribu est particulièrement développé avec la nécessité perpétuelle (lors de tout échange avec la population mélanésienne en terres coutumières) de pratiquer la « coutume », à savoir un échange de paroles, de gestes et d'objets (le visiteur apportant généralement un pareo ou manou, un paquet de tabac à rouler et un billet de 500 ou 1000 F CFP).
- le festival de cinéma de La Foa organisé chaque année en juin depuis 1999 dans la salle Jean-Pierre Jeunet (du nom du premier président du jury du festival). Il donne lieu à la projection pendant une semaine d'une quinzaine de longs-métrages, primés ou nommés lors de grands festivals comme Cannes ou Venise, puis à un concours de courts métrages locaux. Chaque année, un acteur (actrice) ou réalisateur (réalisatrice) à la carrière reconnu nationalement ou internationalement, préside le jury : il s'agit généralement d'un français, même s'il a accueilli également la réalisatrice néo-zélandaise Jane Campion en 2004 ou l'actrice belge Cécile de France en 2009[63].
- plusieurs festivals artistiques ou musicaux ont lieu, généralement à l'intersaison entre les périodes fraîches et chaudes (entre août et novembre) : 
  - le festival musical Live en août[64] qui réunit des groupes de rock, blues, rhythm and blues, jazz, pop, funk ou folk irlandais venant essentiellement d'Australie ou de Nouvelle-Zélande mais aussi de tout le Pacifique et qui se produisent dans les salles de spectacle et les bars du Grand Nouméa dans une ambiance très anglo-saxonne. Créé en 1991 par la Grande brasserie de Nouvelle-Calédonie (GBNC), il a d'abord porté le nom de Jazz en août avant de prendre son nom actuel en 1998.
  - la Biennale Équinoxe en octobre, réunissant depuis son lancement en 1995 des spectacles de rue, de cirque, cinéma, théâtre, danse, musique. Chaque édition a un thème différent, comme l'aérien et le feu en 2005, ou tout simplement le feu en 2007. Elle regroupe des troupes venant du Territoire, du Pacifique mais aussi d'Europe.
  - le Festival Femmes Funk, créé en 1997 par l'association Towanda Prod., a lieu tous les ans dans plusieurs points du Territoire en commençant, pendant trois jours à la fin du mois de septembre ou au début de celui d'octobre, à Nouméa ou Grand Nouméa (jusqu'en 2008 inclus au Centre culturel Tjibaou, en 2009 au centre culturel du Mont-Dore), et offre plusieurs concerts ouverts ou fermés (surtout funk ou encore groove, musiques du monde, blues, folk, avec des artistes locaux, régionaux et internationaux) ainsi que des stands de restauration, des ateliers d'initiation à l'artisanat traditionnel local et un village enfant[65].
- Nouméa (et plus généralement la Nouvelle-Calédonie) a accueilli à deux reprises les Jeux du Pacifique Sud (les IIe en 1965 et les VIIIe en 1987) et a été sélectionnée pour organiser leur XIVe édition en 2011.

### Mise en valeur du lagon
Patrimoine international
15 000 km2 sur les 23 000 des lagons de Nouvelle-Calédonie ont été inscrits le 7 juillet 2008 au patrimoine mondial de l'UNESCO sous le titre : « Les lagons de Nouvelle-Calédonie : diversité récifal et écosystèmes associés ». Il s'agit alors de la première inscription d'un site français d'outre-mer à cette liste, et le deuxième site naturel de France après le golfe de Porto. La zone classée comprend six aires géographiques : 

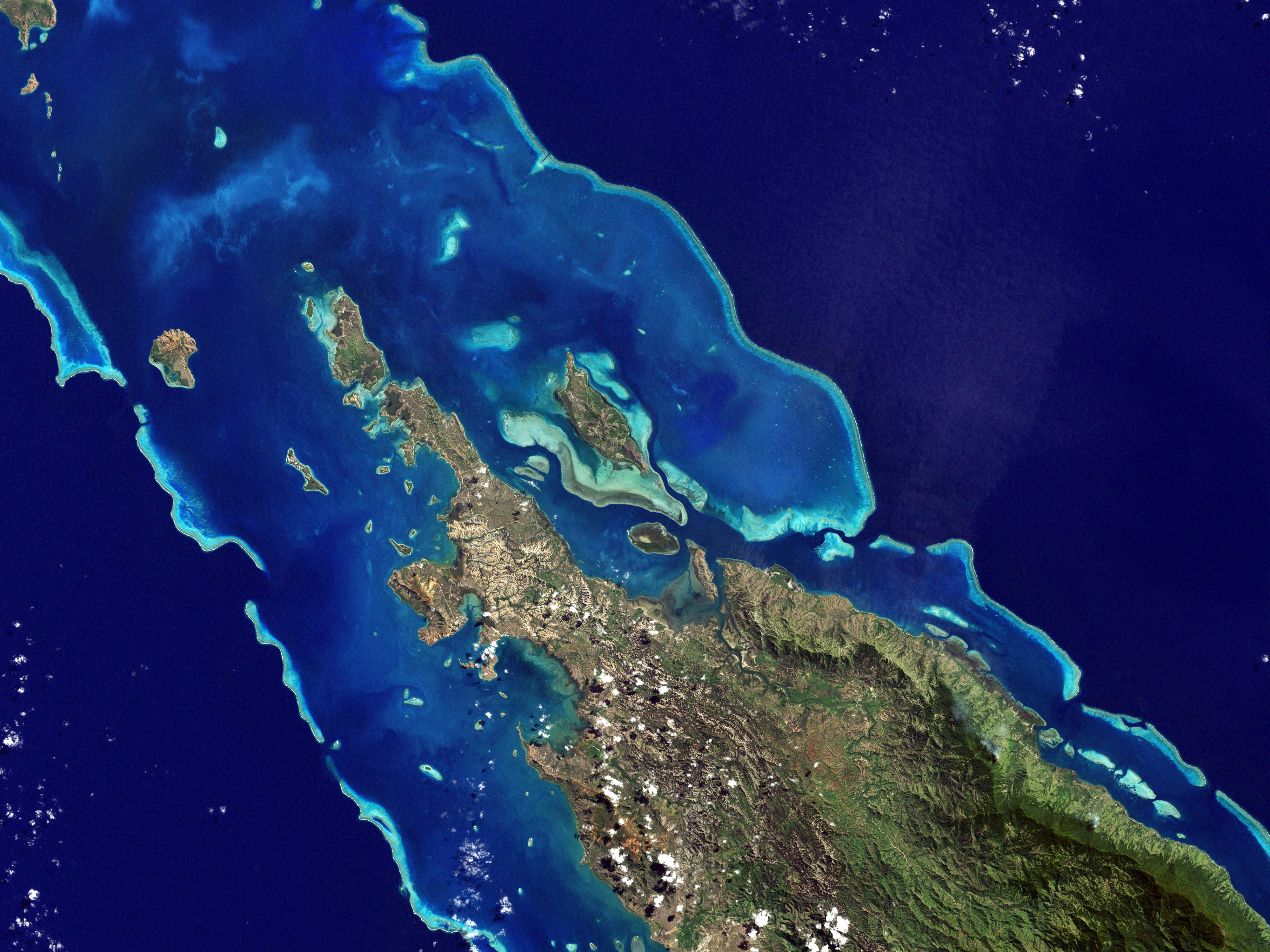
Photographie satellitale du Grand Lagon Nord

- les récifs d'Entrecasteaux dans le prolongement nord-ouest de la Grande Terre, au-delà des îles Belep,
- le Grand Lagon Nord, soit plus de la moitié du site classé avec 8 400 km2, constituant la partie la plus septentrionale du lagon entourant la Grande Terre, centrée sur les îles Belep,
- la zone côtière nord et est qui, comme son nom l'indique, longe la côte nord-est de la Grande Terre et plus particulièrement des communes de Poum, Ouégoa, Pouébo, Hienghène, Touho et Poindimié, toutes situées en Province Nord,
- Ouvéa et Beautemps-Beaupré, à savoir les lagons isolés des atolls formés par les îles d'Ouvéa (lagon de 850 km2) et, plus petit, de l'île de Beautemps-Beaupré (lagon de 120 km2), dans la province des îles Loyauté,
- la zone côtière ouest, longeant la côte des communes de Bourail, Moindou et La Foa en Province Sud et comprend notamment les importants sites touristiques de la Roche Percée, de la Baie des Tortues et de Poé,
- le Grand Lagon Sud : l'extrémité sud-est du lagon entourant la Grande Terre, cette zone englobe les îles des Pins et Ouen.

Réserves marines
La Nouvelle-Calédonie possède 451,85 km2 de réserves marines, dont 61,9 % de réserves spéciales, 38,1 % de réserve intégrale et une faible portion de réserves spéciales de faune. Elles comprennent :

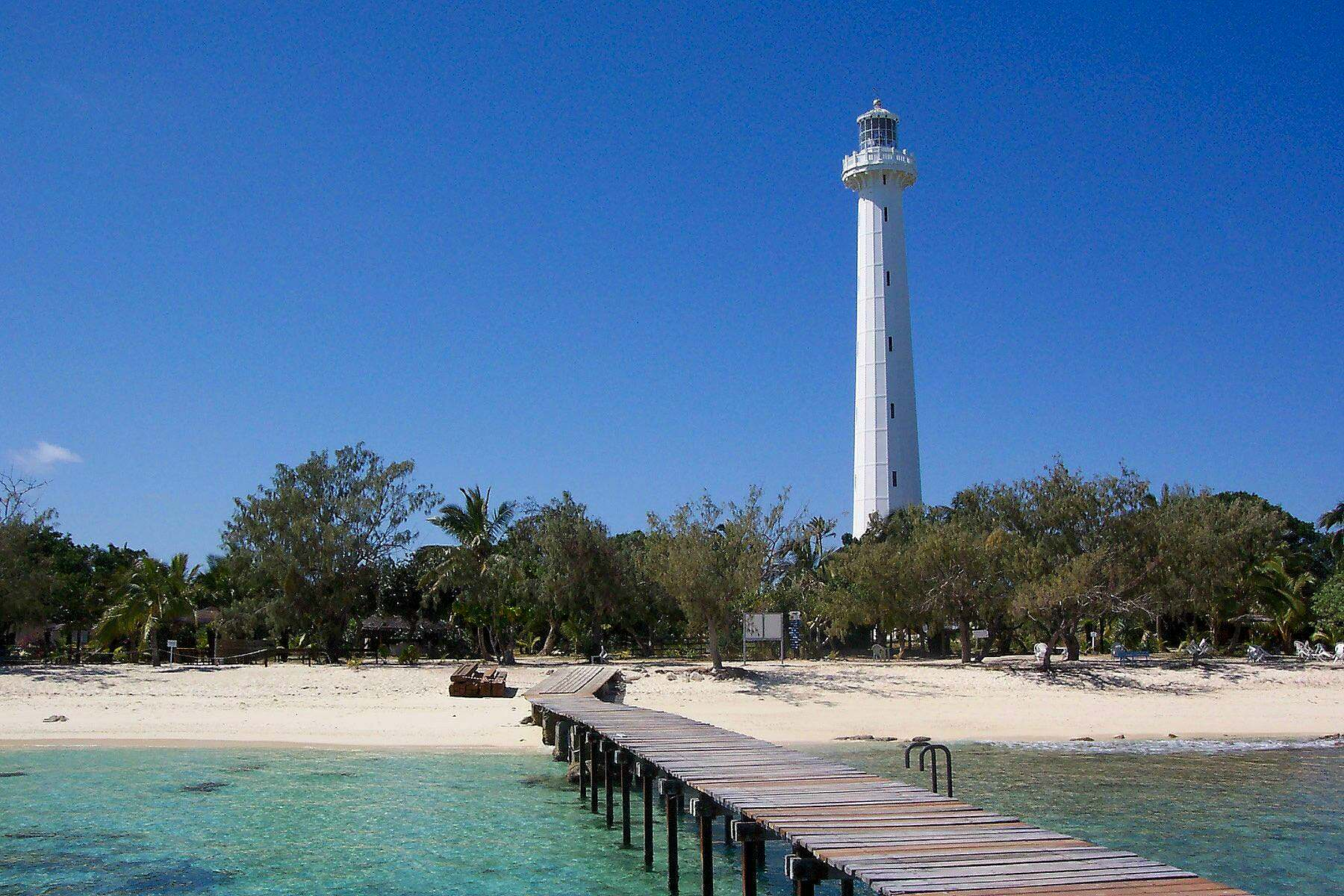
Le phare Amédée

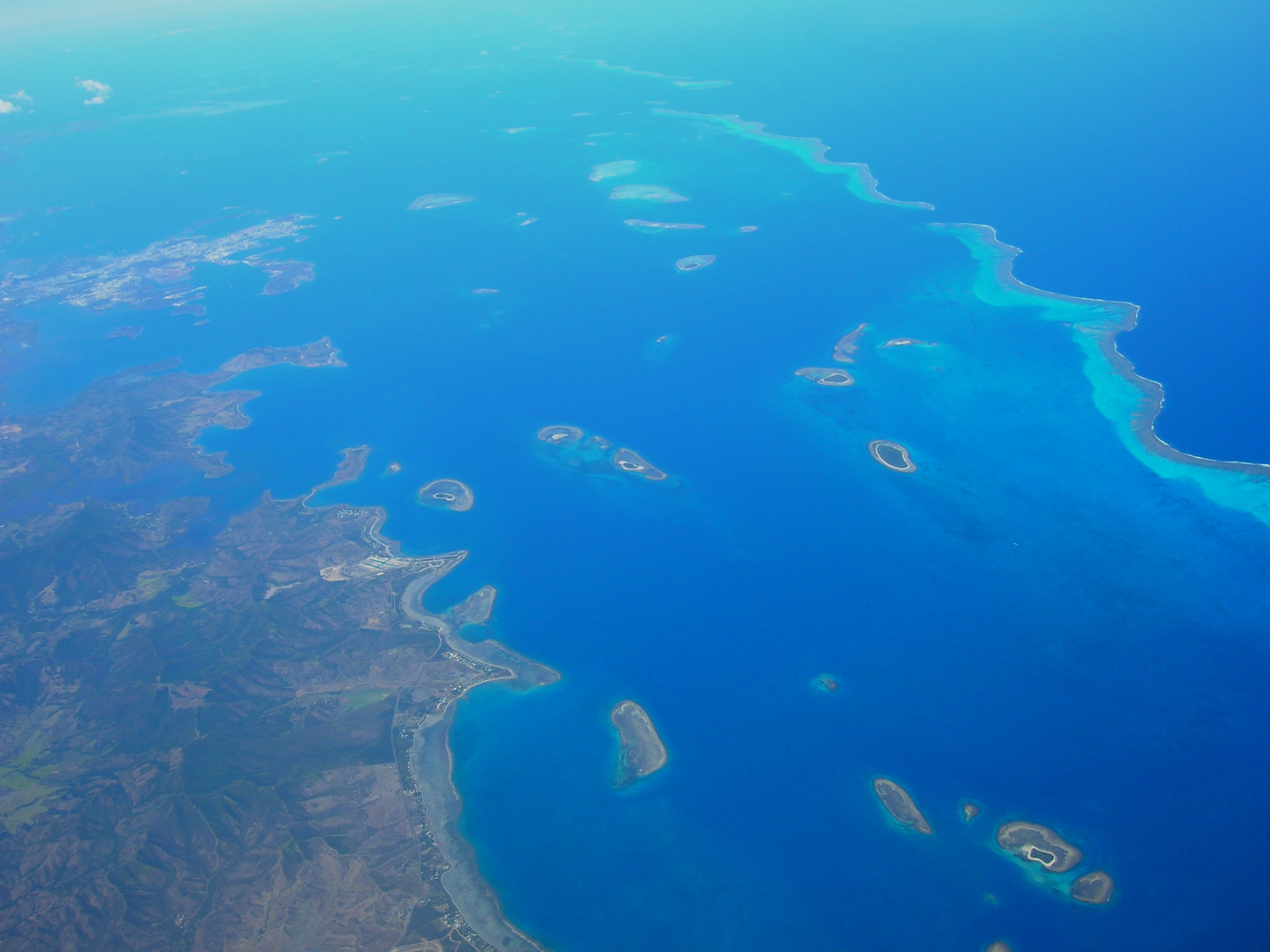
Le lagon dans les environs de Nouméa, Dumbéa et Païta

- Parc provincial du lagon sud (Province Sud) : 177,36 km2, réserve spéciale dans le lagon de Nouméa :
  - Réserve de l'îlot Amédée (important pôle touristique, notamment pour son phare, deuxième plus haut phare métallique au monde) et du grand récif Aboré, créée en 1981 et représentant 88,1 % du parc (156,2 km2),
  - Réserve de l'îlot Maître (îlot occupé par un hôtel cinq étoiles comportant 25 bungalows sur pilotis) et son important récif frangeant d'1 mille marin de large entre l'îlot et sa balise, créée en 1981,
  - Réserve de l'îlot Larégnère, créée en 1989,
  - Réserve de l'îlot Signal (lieu où fut installée la première balise de Port-de-France et est situé à la sortie de la passe de Dumbéa, l'un des principaux points d'entrée des navires dans le lagon néo-calédonien, entre le récif de l'Annibal au nord-ouest et le grand-récif Aboré au sud-est), créée en 1989,
  - Réserve de l'îlot Bailly (la seule à se trouver dans le domaine communal du Mont-Dore), créée en 1989,
  - Réserve de l'îlot Canard (situé à l'entrée de l'Anse Vata, au sud de Nouméa, il est accessible depuis la ville par des « taxis-boats », petites navettes maritimes partant de la plage de l'anse, ainsi que par voile, il est aménagé avec un fare servant de restaurant et un sentier sous-marin de découverte et de sensibilisation à la protection de la nature ; la réserve comprend également le platier de la Pointe Magnin, devant l'hôtel Le Méridien), créée en 1989,
  - Réserve de l'épave du Humboldt (palangrier sabordé au récif de l'Annibal, près de la passe de Dumbéa), créée en 1996,
  - Réserve de la pointe Kuendu, à l'extrémité ouest de la presqu'île de Nouville, bordant une plage occupée par le complexe du Kuendu Beach Resort (un hôtel avec bungalows sur pilotis, un restaurant Le Grand Chaîne et une piscine avec toboggans aquatiques), créée en 1998.
- Réserve provinciale d'Ouano (Province Sud) : 36,69 km2, réserve spéciale créée en 2004 dans le lagon de La Foa et incluse dans le site classé au patrimoine mondial, tandis que s'y trouve une base nautique,
- Parc provincial du lagon de Bourail (Province Sud) : 30,04 km2, réserve spéciale créée en 1993 et incluse dans le site classé au patrimoine mondial :
  - Réserve de Poé, le long de la plage du même nom le long de laquelle a été construit un hôtel (le Poé Beach Resort, qui a fermé en 2005), le centre de vacances familiales de Poé (dont le village de la Mutuelle des fonctionnaires, et celui des employés de la station locale de RFO) et un terrain de camping, elle constitue, avec 28 km2, 93,2 % du parc,Baie des Tortues vue depuis la pointe de la Roche Percée

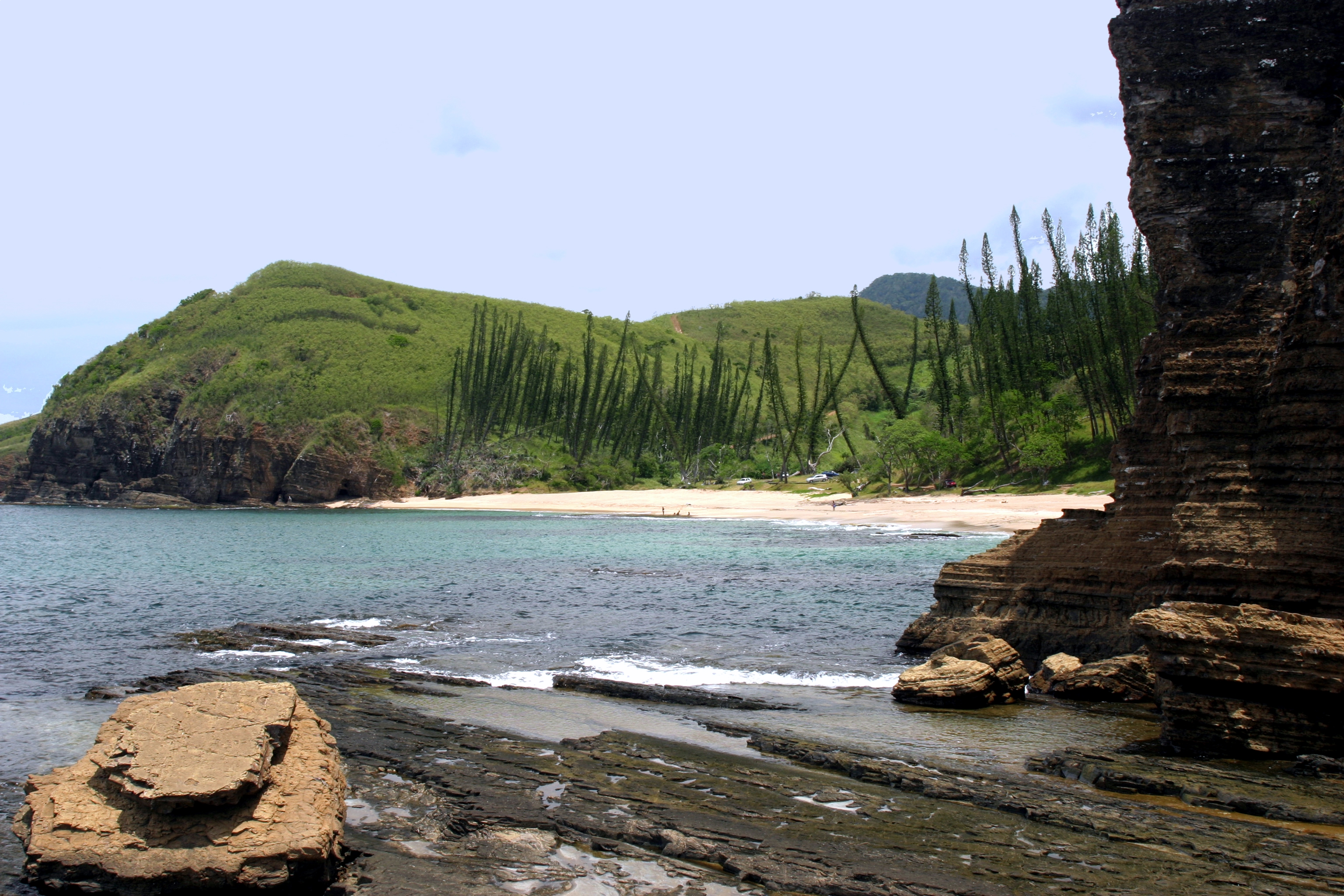
Baie des Tortues vue depuis la pointe de la Roche Percée

  - Réserve de la Roche percée (célèbre pour ses falaises et son rocher à forme particulière baptisée le « bonhomme », mais aussi pour être l'un des rares spots de surf de Nouvelle-Calédonie, se trouvant dans l'alignement des courants pénétrant dans la passe de Bourail) et de la baie des Tortues,
  - Réserve de l'île Verte.
- Réserve provinciale de la baie de Prony (Province Sud) : 13,11 km2, réserve spéciale au niveau de l'extrémité sud du Mont-Dore :
  - Réserve de l'îlot Casy (doté d'un hôtel fermé depuis 2004), créée en 1993,
  - Réserve de l'Aiguille (autour de l'aiguille de Prony, concrétion d'environ vingt mètres formée par une source chaude sous marine dans la baie et environnée d'une faune riche), créée en 1993,
  - Réserve temporaire du Grand Port (réserve saisonnière fermée du 1er septembre au 31 décembre, triangle élargi englobant notamment les deux autres réserves de l’aiguille de Prony et de l’îlot Casy mais aussi la rade de l’ouest, la baie de la mine aux anglais jusqu’aux portes de la Baie du Carenage), créée en 2006.
- Réserve de la baie de Nékoro (Province Nord) : 12,6 km2, réserve spéciale créée en 2000 reliant les pointes de la presqu'île de Nékoro, de l'îlot Didot et de la presqu'île de Béco dans la commune de Poya.
- Réserve de Tenia (Province Sud) : 10,04 km2, réserve spéciale créée en 2004 située autour de l'îlot Tenia et de la pointe de « Bouts d'Brousse » de la presqu'île de Bouraké, au bord de la baie de Saint-Vincent, à Boulouparis.
- Réserve Yves Merlet (Province Sud) : 172 km2, réserve intégrale (faune et flore, interdit à la traversée sauf dérogation spéciale) créée en 1970, autour des îlots Améré et Kié, au sud de Yaté.
- Réserve spéciale de faune du récif Sèche-Croissant (Province Sud) : 1 000 m2, créée en 1994 situé entre les îlots Larégnère à l'ouest et Maître à l'est dans les lagons de Nouméa, lieu de nidification des sternes diamants.
- Réserve spéciale de faune de l'îlot Goéland (Province Sud) : 5 000 m2, à 6,7 milles marins (environ 12,5 km) au sud-sud-ouest du port Moselle de Nouméa, important lieu de nidification de la sterne de Dougall (dont 10 % de la population mondiale réside en Nouvelle-Calédonie), fermé au public entre novembre et février[68].